# Mammouth méridional
Mammuthus meridionalis
Espèce
Synonymes
- † Archidiskodon meridionalis
- † Elephas meridionalis

Le mammouth méridional (Mammuthus meridionalis) est une espèce fossile de mammouths, ayant vécu au Pléistocène. 
Il a été un temps classé parmi les éléphants. Filippo Nesti, le premier à l'avoir décrit, le croyait plus proche des éléphants actuels et lui a donné pour cela le nom d'Elephas meridionalis. Pendant un certain temps, il s'est également appelé Archidiskodon meridionalis.

## Présentation

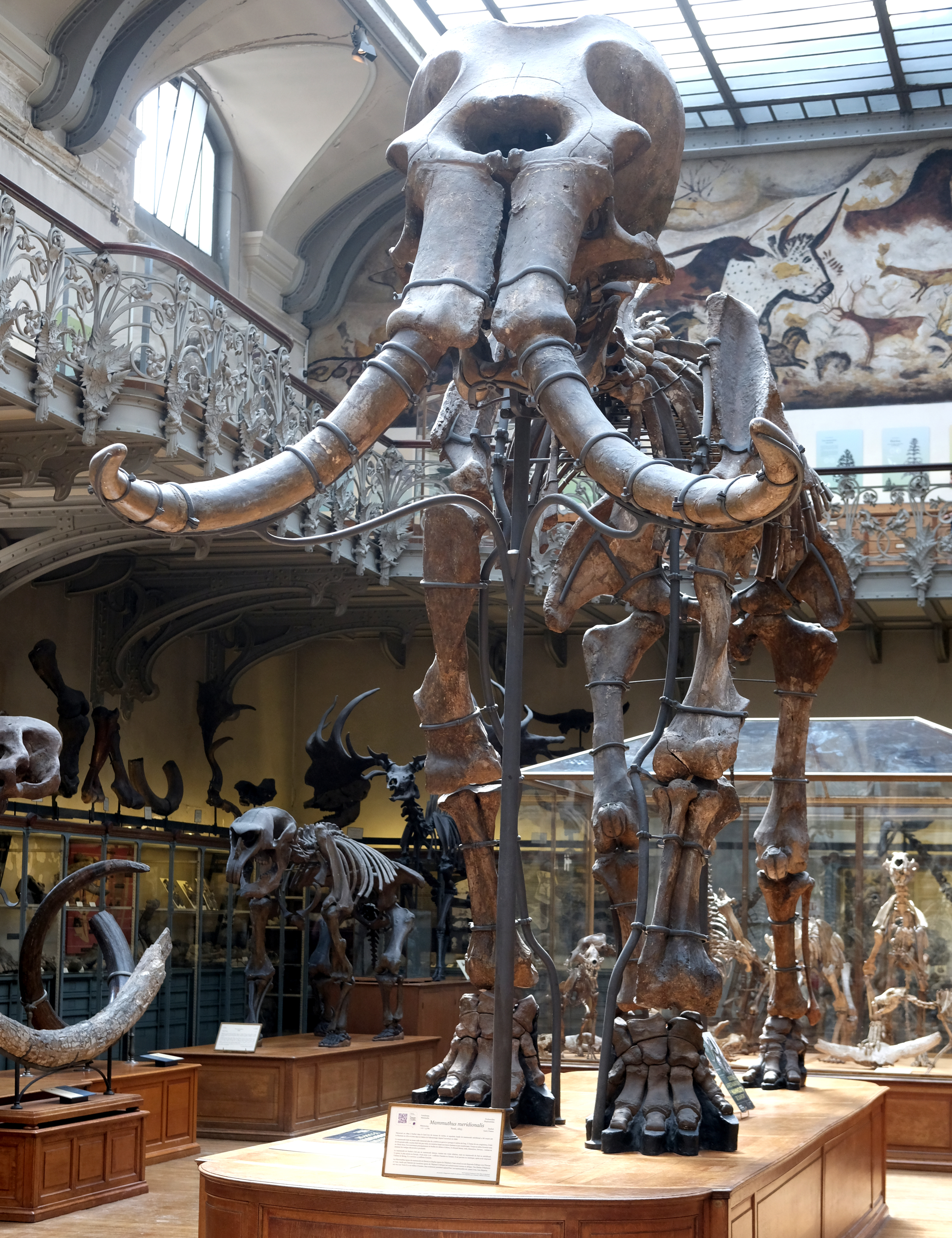
Autre vue du même spécimen (Galerie de Paléontologie et d'Anatomie comparée - Paris 5e).

Le mammouth méridional a vécu en Europe dans des conditions légèrement plus douces qu'aujourd'hui. C'était un animal forestier, sans toison, mais avec tous les traits typiques des mammouths : une tête en dôme, un dos bossu et en pente et de grandes défenses à la courbure seulement légère. Sa hauteur au garrot culminait entre 4 et 5 m, la longueur de son corps pouvait atteindre 6 à 7 m et son poids devait avoisiner les 10 tonnes. Les défenses retrouvées peuvent atteindre 4 m. Il avait des molaires assez larges aux lamelles transversales relativement peu nombreuses. C'était un des premiers genres de mammouth, et le premier à avoir quitté la région d'origine en Afrique et à avoir atteint l'Eurasie. Il y a environ 1,5 Ma, il est passé en Amérique du Nord par le détroit de Béring, alors à sec. Des espèces de mammouths plus tardives comme le mammouth des steppes et le mammouth de Colomb sont ses descendantes. Les deux espèces africaines Mammuthus africanavus et Mammuthus subplanifrons pourraient se placer parmi ses ancêtres mais ce point fait encore débat. Le mammouth méridional vivait dans des régions de forêts ouvertes d'Eurasie et d'Amérique du Nord où, il y a deux millions d'années, régnait un climat relativement doux.
Un squelette complet est visible au musée d'État de Stavropol (Russie). L'unique squelette complet à avoir été trouvé en Amérique du Nord est exposé à Denver. À Paris, le Muséum national d'histoire naturelle abrite le squelette d'un mammouth méridional, « l'éléphant de Durfort », qui mesure plus de quatre mètres de haut.
Un squelette presque complet d'un Mammuthus meridionalis daté de 2,9 à 3,3 millions d'années a été trouvé à Perdika (Grèce).

## Traditions populaires
Avant que se fussent imposés le concept d'évolution et la géologie moderne, les populations qui habitaient les aires où l’on avait retrouvé des fossiles de Mammuthus meridionalis, surtout dans le Valdarno, avaient tendance à donner des explications fantaisistes à leur origine. Ainsi, John Murray écrit dans son Guide de l’Italie centrale (1843) : « À Montevarchi se trouve le siège de l'Académie du Valdarno dont le musée abrite une riche collection de fossiles qui mérite une visite de la part du voyageur qui s'intéresse à la science. Mais les habitants, qui ignorent l'histoire naturelle, soutiennent que c'est par là qu'est passé Hannibal et ils pensent donc que ces os sont les restes des éléphants carthaginois ».